# Charles Foster Kane

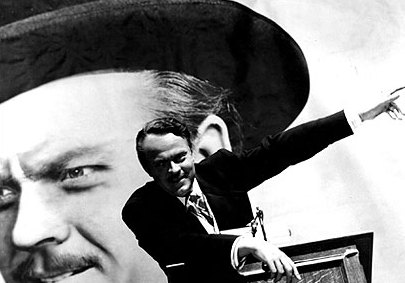
Orson Welles jako Charles Foster Kane

Charles Foster Kane – główny bohater filmu Orsona Wellesa z 1941 pod tytułem Obywatel Kane. 
Jest on magnatem prasowym, urodzonym w 1865. Matka była właścicielką pensjonatu. Oddała syna na wychowanie bankierom, którzy pomnożyli jego majątek pochodzący z kopalni złota w Arkansas. Po osiągnięciu pełnoletniości Kane zaczyna wydawać w Nowym Jorku pismo New York Inquirer, które po kilku latach cieszy się ogromną popularnością. Majątek w szybkim tempie się rozrasta i Charles przed I wojną światową poślubia Mary, siostrzenicę prezydenta Stanów Zjednoczonych. Mają syna. 
Kane postanawia startować w wyborach na gubernatora stanu Nowy Jork, lecz musi zrezygnować z powodu romansu ze śpiewaczką Susan Alexander. Rozwodzi się z żoną i poślubia Susan, dla której każe wybudować operę w Chicago. Na siłę próbuje uczynić z żony gwiazdę operową, co doprowadza Susan do próby samobójczej. Dla niej wybudował również największą posiadłość na świecie – Xanadu na Florydzie. Żona po kilku latach opuszcza Charlesa, który umiera w samotności w 1941.
Postać Charlesa Fostera Kane'a jest wzorowana głównie na amerykańskim potentacie prasowym Williamie Randolphie Hearście. Susan Alexander jest wzorowana na wieloletniej towarzyszce Hearsta, aktorce Marion Davies; choć sam Welles twierdził, że promowanie przez innego multimilionera Harolda McCormicka drugiej żony Ganny Walskiej jako śpiewaczki operowej – mimo jej słabego głosu – było główną przyczyną napisania przez niego scenariusza do filmu, w którym jedna z bohaterek, Susan, przypomina Walską. Xanadu wzorowane jest na posiadłości Hearsta w San Simeon w Kalifornii.